# Kosteantînivka, Nova Odesa
Kosteantînivka (în ucraineană Костянтинівка) este o comună în raionul Nova Odesa, regiunea Mîkolaiiv, Ucraina, formată numai din satul de reședință.

## Demografie
Componența lingvistică a comunei Kosteantînivka
     Ucraineană (92,35%)
     Rusă (6,57%)
     Alte limbi (0,96%)
Conform recensământului din 2001, majoritatea populației comunei Kosteantînivka era vorbitoare de ucraineană (92,35%), existând în minoritate și vorbitori de rusă (6,57%).